# Jos Volders
Jos Volders (Kwaadmechelen, 30 giugno 1949) è un ex calciatore belga, di ruolo difensore.

## Palmarès

### Club

#### Competizioni nazionali
- Campionato belga: 7

Anderlecht: 1967-1968, 1971-1972, 1973-1974
Club Bruges: 1975-1976, 1976-1977, 1977-1978, 1979-1980
- Coppa del Belgio: 3

Anderlecht: 1971-1972, 1972-1973
Club Bruges: 1976-1977
- Supercoppa del Belgio: 1

Club Bruges: 1980
- Tweede klasse: 1

Mechelen: 1982-1983